# Csang Hjedzsin (íjász)
Csang Hjedzsin (hangul: 장혜진, RR: Jang Hye-jin; népszerű átírással: Chang Hye-jin; 1987. május 13.–) dél-koreai íjász, 2016-ban 6. helyen állt a világranglistán.

## Pályafutása
2014-ben az Ázsia-játékokon nyert aranyérmet csapatban.
A 2016. évi olimpiai játékok női csapatversenyében aranyérmet szerzett, ezzel Dél-Korea egymás után nyolcadszor győzött csapatban olimpián.